# Miller House (Columbus, Indiana)

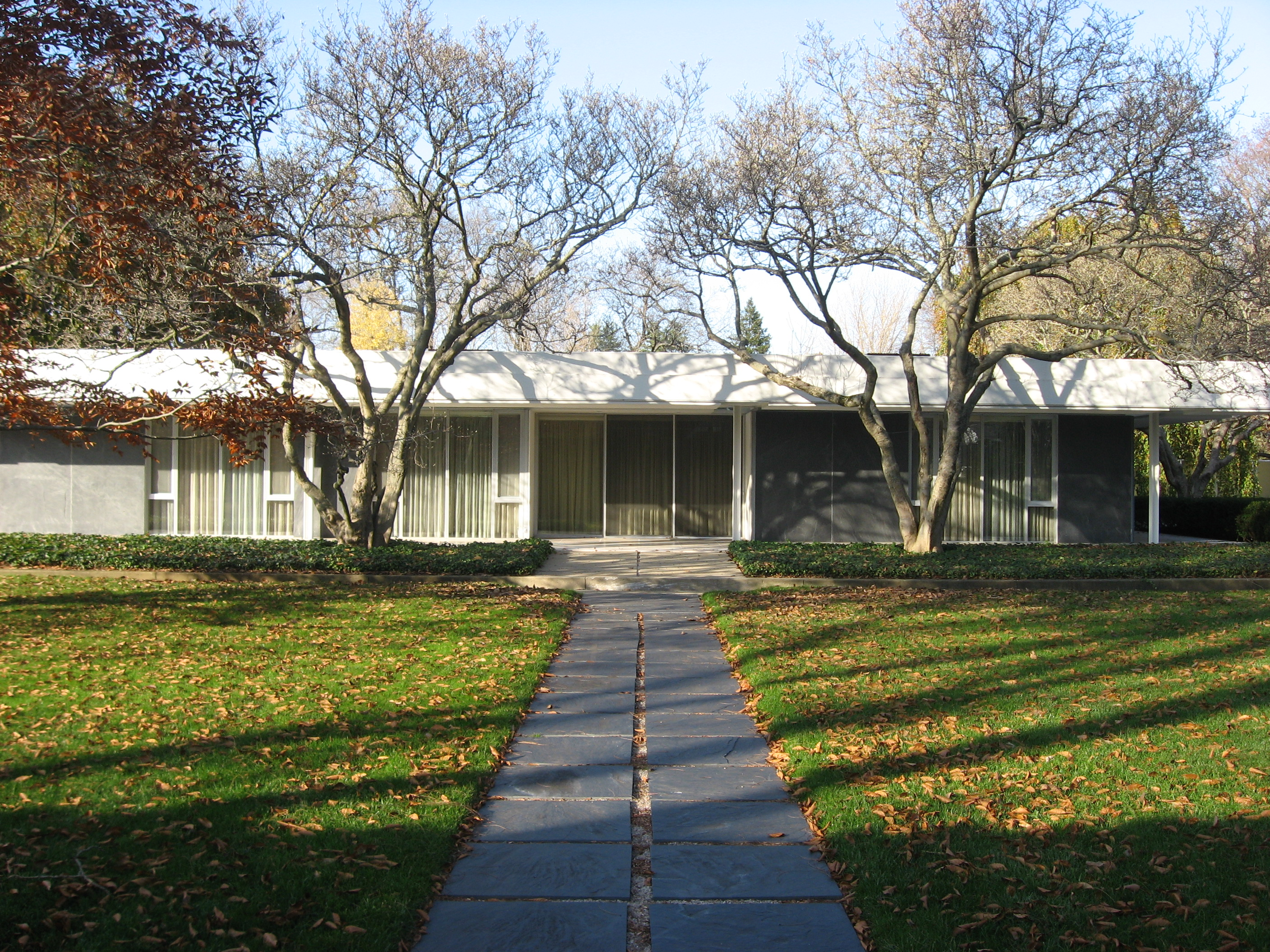
Miller House ve městě Columbus, USA

Miller House architektonický celek, jehož zahradní úprava je také známa jako Miller Garden.
Celek je ukázkou architektury z poloviny 20. století. Moderní dům navrhl Eero Saarinen a nachází ve městě Columbus v Indianě v USA.  Budova byla objednána americkým průmyslníkem, filantropem a mecenášem architektury J. Irwinem Millerem a jeho manželkou (Xenia Simons Miller) v roce 1953. Budova je nyní ve vlastnictví muzea Indianapolis Museum of Art.  
Miller podporuje moderní architektury při výstavbě mnoha budov v celém městě Columbus ve státě Indiana. Tvorba návrhu a konstrukce domu trvala čtyři roky a byla dokončena v roce 1957. Dům bylo vyhlášen Národní kulturní památkou v roce 2000.
Millerově rodině patřil dům až do roku 2008, kdy Xenia Millerová, poslední obyvatel domu, zemřela.
V roce 2009 byl dům a zahrada, včetně mnoha artefaktů z původního vybavení, darována indianapoliskému museu Indianapolis Museum of Art členy rodiny Millerových. Kromě tvorby Eero Saarinena, se na tvorbě domu a zahrady podílel designér interiérů Alexander Girard, krajinářský architekt Dan Kiley, a hlavní asistent konstrukce v Saarinenově společnosti, Kevin Roche.

## Zahradní architektura
Saarinen spolupracoval na projektu se zahradním architektem Danem Kiley s kterým už dříve spolupracoval na St Louis Gateway Arch.  Záměrem Kileyho bylo rozšíření domu do prostoru zahrady. Volně ji rozčlenil do čtyř částí, které vyplývaly z odpovídajících částí domu, každý se svou vlastní identitou.  Miller House je tak příkladem designu obytné krajiny. Je tam rozvíjením modernistické podoby formálních evropských zahrad.

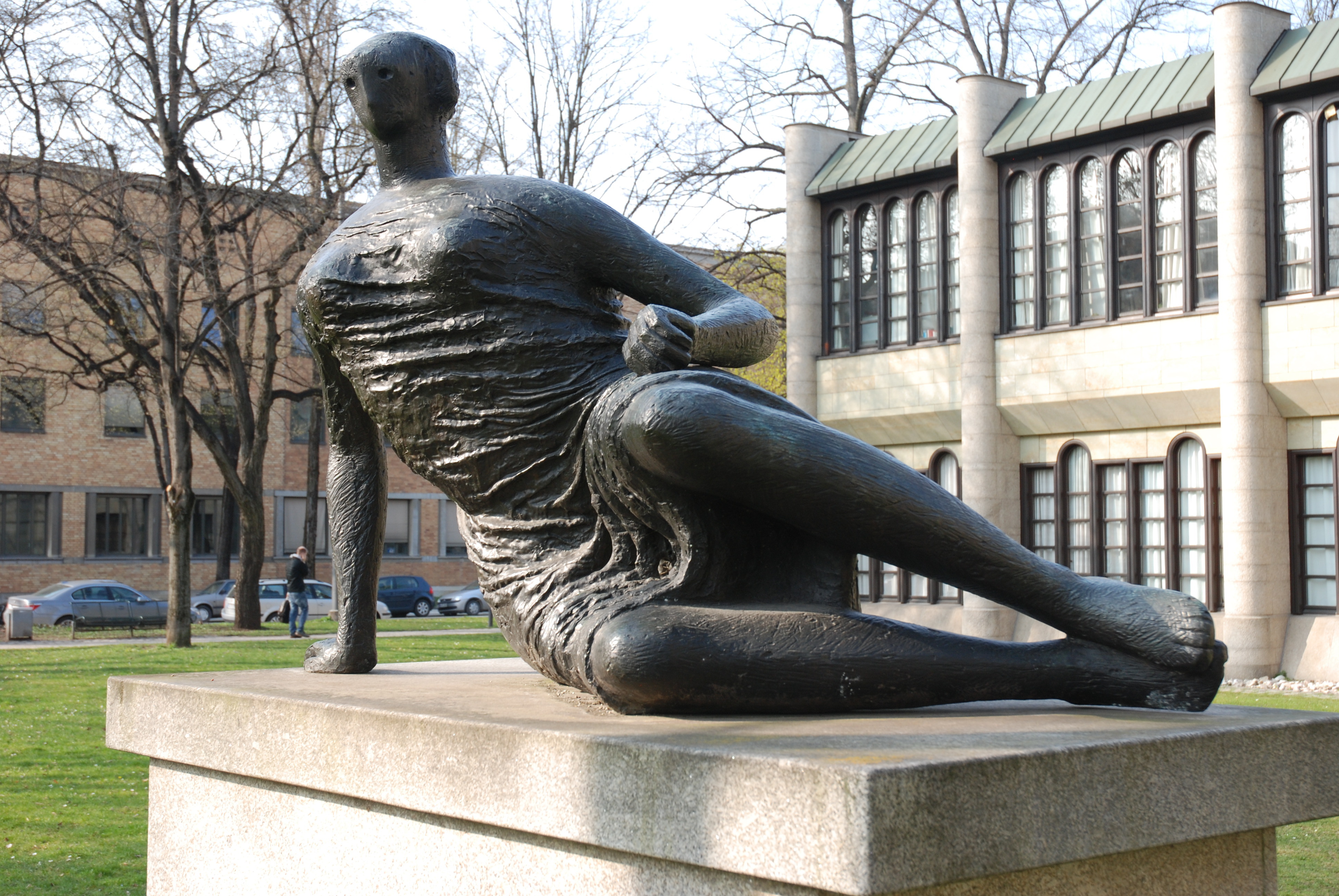
Socha od Henryho Moore.

Pozemek je ohraničen řekou Flatrock na západě a Washington Street na východě, měří asi 13,5 akrů. Kiley zanechal rozlehlou louku, která navazuje na řeku ve značné míře nedotčenou, rozhodl se zaměřit svou pozornost na vytváření prostoru kolem domu. Vegetace zde, stejně jako převislé buky na západní straně domu, byly umístěny strategicky na ochranu proti přírodním podmínkám, jako je slunce a vítr.
Od vstupu k hlavní budově směřuje podél obou stran cesty alej kaštanů koňských (Aesculus hippocastaneum),  která tak postupně odkrývá pohled na dům. Miller nechtěl, aby budova byla významným objektem viditelným z okolní krajiny, nebo dominovala výhledu ze sousedních domů.  Krátké živé ploty ze stálezených dřevin, z tůjí, jsou na trávníku dále na východ. Nejvýchodnější okraj pozemku je osázen odstupňovanými bloky z tůje, vytvářejícími živý plot, který slouží jako prodyšný okraj pozemku. Oblasti zahrady na sever od domu byly původně osázeny zmarlikou (Cercis), která byla později nahrazena okrasnými jabloněmi. V jihozápadním rohu se nachází bazén obklopený také živým plotem z tůje.
Jedním z nejpozoruhodnějších rysů této výsadby jako zahradní architektury je alej stromů dřezovce trojtrnného, která vede podél západní strany domu, kde výhled z aleje rámuje pohled na louku a řeku za ní. Alej je ukončena na obou koncích významnými prvky. Na severním konci artefaktem Henryho Moora představujícího ležící ženu (Draped Reclining Woman), a basreliéfem Jacquese Lipchitze na jižním konci. Jako součást rekonstrukce úpravy vedené Michael Van Valkenburgh Associates, Inc Cambridge, MA, Honey byla alej dřezovců na jaře roku 2008 znovu vysázena. Kultovní socha Henryho Moora byla prodána a odstraněna ze zahrady po smrti majitelky Xenie Millerové v roce 2008.